# Agarodes georgia
Agarodes georgia is een schietmot uit de familie Sericostomatidae. De soort komt voor in het Nearctisch gebied.